# Antinous (llibreria)
Antinous és una llibreria especialitzada en temàtica LGBT. Es va fundar el juny de 1997 pels germans Maria i Josep Vitas i per Joaquín Blanco. Situada fins al gener de 2016 al carrer Ample del districte de Ciutat Vella de Barcelona, va decidir traslladar-se al carrer Casanova, a l'Esquerra de l'Eixample, a la zona coneguda popularment com el Gaixample. Organitza presentacions de llibres, xerrades i clubs de lectura. Disposava de servei de cafeteria.